# テトラフルオロホウ酸ナトリウム
テトラフルオロホウ酸ナトリウム(Sodium tetrafluoroborate)は、化学式NaBF4の無機化合物である。無色または白色の斜方晶系結晶である。水可溶(108 g/100 mL)であるが、有機溶媒には溶けにくい。
ろう付けに用いられる融剤としての利用や、三フッ化ホウ素の製造に用いられる。

## 合成
テトラフルオロホウ酸を炭酸ナトリウムまたは水酸化ナトリウムで中和することで生成する。
NaOH + HBF4 →   NaBF4  +  H2O
Na2CO3  +  2 HBF4  →  2 NaBF4  +  H2O  +  CO2
または、ホウ酸、フッ化水素酸、炭酸ナトリウムから合成される。
2H3BO3 + 8HF + Na2CO3 → 2NaBF4 + 7H2O + CO2

## 反応と利用
融点まで加熱すると、フッ化ナトリウムと三フッ化ホウ素に分解する。
NaBF4   →   NaF  +  BF3
有機化学で用いられるテトラフルオロホウ酸アニオンの供給源である。イオン液体の合成に用いられ、ここではテトラフルオロホウ酸はアニオンとなる。